# Johann Georg Dorfmeister

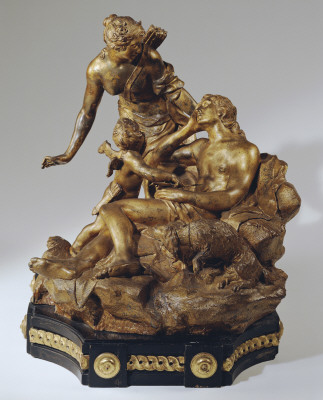
Luna és Endymion, 1765 (Wien, Österreichische Galerie)

Johann Georg Dorfmeister (Bécs, Alsó-Ausztria, 1736. szeptember 22. – Berszászka, Bánság, 1786. szeptember 21.) szobrász, idősebb Dorfmeister István öccse.

## Családja
Szülei Johann Christof Georg Dorfmeister és Elisabeth Josefa Millner. Felesége Maria Anna von Widmann, akivel 1765. augusztus 13-án kötöttek házasságot és 14 gyermekük született.

## Pályája
A bécsi akadémián tanult, majd ugyanott dolgozott mint tanár. Hatást gyakorolt rá Georg Raphael Donner művészete.

## Ismert hazai művei
- 1767 k. vsz. a ~ készítette a budai vár Zsigmond kápolnájának berendezését; Féltorony kastélykápolna oltár;
- 1772: máriabesnyői kapucinus templomban a Grassalkovich család síremléke;
- 1760 k. az alsóbogáti Festetics–Inkey-kastély szobáinak díszítése[6]
- 1780 k. szombathelyi ppi palota kápolnájának alabástrom feszülete;
- 1786: a pannonhalmi Boldogasszony kápolna oltárai